# Строєво (Калузька область)
Строєво (рос. Строево) — присілок в Юхновському районі Калузької області Російської Федерації.
Населення становить 2 особи. Входить до складу муніципального утворення Присілок Бєляєво.

## Історія
Від 2004 року входить до складу муніципального утворення Присілок Бєляєво

## Населення
| 2002 | 2010 |
| ---- | ---- |
| 2    | →2   |